# Кляйн Вістаат

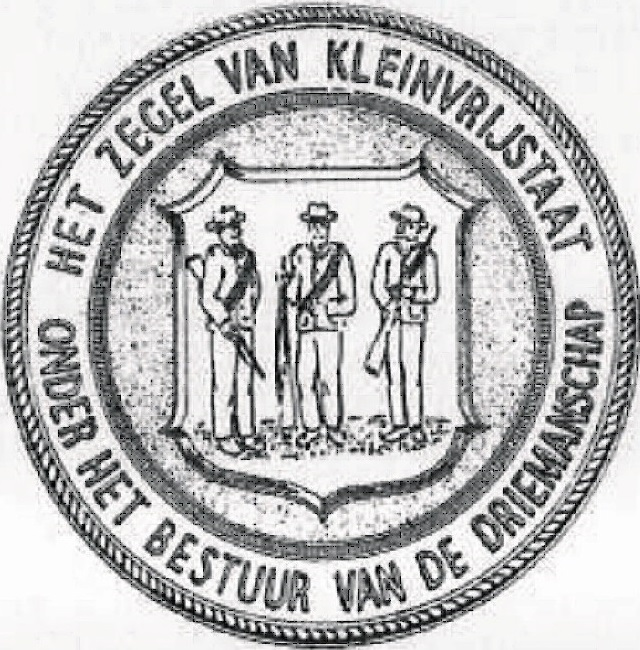
Печатка Кляйн Вістаат із зображенням Тріумвірату

27°00′ пд. ш. 30°48′ сх. д. / 27° пд. ш. 30.8° сх. д.
Кляйн Вістаат (африкаанс [Klein Vrystaat] Помилка: {{Lang}}: недійсний параметр: |links= (допомога) означає «Маленька вільна держава») — короткочасна бурська республіка на території сучасної Південної Африки (навколо міста Піт-Ретіф).

## Історія
Приблизно з 1876 року на землі, купленій у короля Свазі Мбандзені, жила група бурів. Король Мбандзені продав землю, але зберіг своє королівство. Він був іншим сином Мсваті II, правив з 1875 по 1889 рр.
У 1886 році, після прийняття конституції, бури сформували свій офіційний уряд. Ця держава проіснувала до 1891 року, коли вона була включена до складу Південно-Африканської Республіки (Трансвааль).

### Прапор і надання землі
Прапор Кляйн Вістаату майже ідентичний прапору Трансваалю: горизонтальний червоно-біло-синій триколор з вертикальною зеленою смугою біля древка. Різниця між ними полягає в тому, що ширина зеленої смуги дорівнює висоті горизонтальних смуг на прапорі Кляйн Вістаату і на чверть товщі на прапорі Трансваалю.
Прапор використовувався в основному білою громадою (переважно африканерами), осілій на землі, що належала Свазі вздовж південно-західного кордону королівства з Трансваалем, яку в 1877 році надав іНґвеньяма Мбандзені Дламіні двом мисливцям: Йоахіму Йоганнесу Феррейрі та Франсу Ігнатіусу Маріцу. Земля складалася з 36 000 акрів на північний схід від сучасного міста Піт-Ретіф. Те, що Мбандзені думав, що він надав, мало характер постійної концесії на випас, але Феррейра та Маріц відкрили територію для поселення африканерів і розділили її на невеликі ферми. Нарешті Мбандзені дав їм дозвіл сформувати власну лабндлу (раду), що призвело до створення місцевого уряду, що складається з президента та ради, з власною конституцією та законами.

### Мініатюрна республіка
Свазі побачили результати відмови зулусів дозволити білим фермерам, торговцям і місіонерам проникнути на їхню землю, що призвело до поразки монархії Зулу в англо-зулуській війні 1879 року. У 1880-х роках король Мбандзені надав численні концесії бурським скотарям, британським торговцям і шахтарям. Це означало «паперове завоювання» Свазіленду. Після війни зулу свазі допомогли британцям розпустити Королівство Педі. На знак подяки Британія пообіцяла свазі збереже свою незалежність. Це сталося незважаючи на «боротьбу за Африку» у 1880-х роках.
Нійове була створена на території зулу в 1884 році, а Кляйн Вістаат як мініатюрна республіка у Свазіленді в 1886 році. У кожному разі племінна війна між африканським населенням використовувалася для введення невеликої армії європейців, які, перемігши одного з суперників у племінній війні, стягували з переможця свою плату у вигляді земельних володінь. У 1886 році відкриття золота зробило Трансвааль головною силою на півдні Африки. Бури вимагали британської згоди на їх експансію або на північ через Лімпопо (Родезія-Зімбабве), або на схід через Свазіленд (дорога до моря). Велика Британія змінила свою позицію щодо незалежності Свазі і до 1894 року дозволила Трансваалю встановити контроль над Свазілендом.
Європейці прибули в більшій кількості протягом 1880-х років, після відкриття золота в сусідньому Трансваалі та на Піггс-Пік і Форбс-Риф у Свазіленді. Син Мсваті, Мбандзені, надав значні шматки своєї території в концесії новоприбулим, надихнувши Британію ігнорувати його претензії на більшу частину решти, і до того часу, як Свазіленд став протекторатом Південно-Африканської Республіки в 1894 році, залишилося мало землі. У 1886 році поселенці проголосили свою незалежність як Кляйн Вістаат і змогли відбити половинчасті спроби Мбандзені виселити їх на тій підставі, що вони перевищили його мандат. У 1888 році Феррейра і Маріц попросили, щоб Південно-Африканська Республіка (ПАР) включила їх до складу Трансваалю, стверджуючи, що Мбандзені відмовився від своєї влади над ними. На той момент Мбандзені підтвердив свій суверенітет над територією та зажадав щорічної орендної плати у розмірі 21 фунта стерлінгів, але на той час було вже надто пізно. За умовами першої Свазілендської конвенції (1890), Кляйн Вістаат була включена до ПАР, за згодою британців, як частина Піт-Рітіф, район Мпумаланга.

### Британський контроль
Після перемоги у Другій англо-бурській війні (1899—1902) Велика Британія взяла на себе контроль над територією та утримувала її до 1968 року.